# The Sea Is Behind
The Sea Is Behind (en árabe: Al bahr min ouaraikoum) es una película dramática marroquí de 2014 dirigida por Hisham Lasri. Se proyectó en la sección Panorama del 65º Festival Internacional de Cine de Berlín.

## Reparto
- Malek Akhmiss como Tarik
- Fairouz Amiri como Dalenda
- Mohamed Aouragh como Murad
- Hassan Ben Badida como Daoud
- Salah Bensalah como Lotfi
- Najat Khairallah como el veterinario
- Adil Lasri como Adil
- Yassine Sekkal como Mikhi
- Zineb Smaiki como la madre de Murad
- Hanane Zouhdi como Rita[2]